# Kangurek Kao (gra komputerowa 2022)
Kangurek Kao – komputerowa gra platformowa opracowana i opublikowana przez Tate Multimedia. Została wydana w maju 2022 roku na systemy Microsoft Windows, Nintendo Switch, PlayStation 4, PlayStation 5, Xbox One i Xbox Series X/S. Jest to czwarta odsłona serii i pierwszy tytuł wydany po Kao: Tajemnica Wulkanu w 2005 roku.
Gra spotkała się z mieszanymi reakcjami krytyków. Dobrze oceniono powrót Kangurka i jakość gry, jednak narzekano na prostą rozgrywkę i zmarnowany potencjał.

## Rozgrywka
Kangurek Kao to trójwymiarowa platformówka widziana z perspektywy trzeciej osoby. Gracz kontroluje Kao, który porusza się i skacze przez przeszkody w różnych lokalizacjach. Kangurek potrafi atakować wrogów za pomocą rękawic bokserskich. Podczas rozgrywki gracz może eksplorować ukryte obszary w poszukiwaniu przedmiotów kolekcjonerskich takich jak monety.

## Produkcja
Gra została stworzona i opublikowana przez polskie studio Tate Multimedia, które wcześniej opracowało wszystkie wcześniejsze tytuły z serii Kangurek Kao. Druga gra z serii, Kangurek Kao: Runda 2, została ponownie wydana w serwisie Steam w 2019 roku po kampanii #BringKaoBack w mediach społecznościowych. Pracownicy Tate Multimedia byli zaskoczeni wysoką sprzedażą gry na internetowej platformie, która skłoniła ich do podjęcia decyzji o stworzeniu nowej odsłony. Zespół opracował szereg pomysłów, w tym remake trzeciej gry z serii, Kao: Tajemnica Wulkanu, oraz grę skoncentrowaną na walce opowiadającą o dużo starszym Kao. Ostatecznie zespół postanowił zrestartować serię, a szefowa wydawnictwa Tate Multimedia, Kaja Borówko, powiedziała: „To zupełnie inne spojrzenie na historię i postać”. Po ogłoszeniu pojawił się krótki klip z rozgrywką, pokazujący nagranie Kao w dżungli. Prace nad produkcją zostały ogłoszone w czerwcu 2020 roku, w 20. rocznicę powstania pierwszej odsłony serii. Jednocześnie twórcy udostępnili za darmo drugą grę z serii. Pierwsza grafika koncepcyjna i informacje pojawiły się we wrześniu. Tate Multimedia opracowało Kao przy użyciu Unreal Engine 4. Chociaż gra miała pierwotnie zostać wydana w 2021 roku, twórcy później przesunęli jej premierę na 2022 rok.